# Andrena brooksi
Andrena brooksi är en biart som beskrevs av Larkin 2004. Andrena brooksi ingår i släktet sandbin, och familjen grävbin. Inga underarter finns listade i Catalogue of Life.